# Slowakische Badmintonmeisterschaft 2018
Die Slowakische Badmintonmeisterschaft 2018 war die 26. Auflage der Titelkämpfe im Badminton in der Slowakei. Sie fand vom 14. bis zum 16. Dezember 2018 in Rožňava statt.

## Medaillengewinner
| Disziplin    | Gold                           | Silber                               | Bronze                               |
| ------------ | ------------------------------ | ------------------------------------ | ------------------------------------ |
| Herreneinzel | Milan Dratva                   | Jarolím Vícen                        | Matej Poláček                        |
| Herreneinzel | Milan Dratva                   | Jarolím Vícen                        | Andrej Antoška                       |
| Dameneinzel  | Martina Repiská                | Katarína Vargová                     | Mia Tarcalová                        |
| Dameneinzel  | Martina Repiská                | Katarína Vargová                     | Sára Stašková                        |
| Herrendoppel | Miroslav Haring Juraj Vachálek | Andrej Antoška Jakub Horák           | Matej Poláček Richard Šmatlák        |
| Herrendoppel | Miroslav Haring Juraj Vachálek | Andrej Antoška Jakub Horák           | Jakub Klačanský Peter Vašíček        |
| Damendoppel  | Mia Tarcalová Katarína Vargová | Lucia Grenčíková Tamara Prostináková | Gabriela Kaduková Júlia Poláčková    |
| Damendoppel  | Mia Tarcalová Katarína Vargová | Lucia Grenčíková Tamara Prostináková | Ivana Kuchárová Katarína Šariščanová |
| Mixed        | Jakub Horák Mia Tarcalová      | Juraj Vachálek Vanda Popluhárová     | Andrej Antoška Alexandra Remeňová    |
| Mixed        | Jakub Horák Mia Tarcalová      | Juraj Vachálek Vanda Popluhárová     | Kamil Kanás Lucia Vojteková          |